# 格兰达泰
格兰达泰（義大利語：Grandate），是意大利科莫省的一个市镇。总面积2平方公里，人口2914人，人口密度1457.0人/平方公里（2009年）。ISTAT代码为013110。

## 友好城市
- 法國锡斯河畔波塞